# Louis-Henri de La Guiche
Pour les autres membres de la famille, voir Famille de La Guiche.
Louis Henri Casimir de La Guiche, 1er marquis de La Guiche (Paris, 4 décembre 1777 - Paris, 16 mai 1843) est un homme politique et militaire français.

## Biographie

### Jeunesse
Il est issu de la branche cadette de la famille de La Guiche, il est le fils d'Amable-Charles de La Guiche, maréchal des camps et de Jeanne-Marie de Clermont-Montoison.

### Vie adulte
Il devient chef de bataillon dans la garde nationale de Paris à la première Restauration (1814), puis sous-lieutenant des gendarme de la garde royale, avec le grade colonel-lieutenant, et inspecteur général des gardes nationales de Saône-et-Loire.
À la seconde Restauration, il est admis à siéger à la Chambre des pairs le 17 août 1815. Il y vote la mort du maréchal Ney (puis Marquis-pair, 30 avril 1822 : Archives nationales, sur le site du Sénat).
Président du collège électoral du département de Saône-et-Loire en 1820, 1824, 1827 et 1830, il est conseiller général du même département de 1822 à 1833.
Par le mariage de sa sœur, Henriette Louise Philiberte de la Guiche, il devient en 1797 le beau-frère d'Henri-Louis de Chastenay de Lanty (1772-1834).
Marié à Amélie de Cléron d'Haussonville, il est le père de Philibert Bernard de La Guiche.

## Famille
Il épouse, le 14 juin 1803, Amélie Françoise Louise de Cléron d'Haussonville (1780-1824), fille de Joseph-Louis de Cléron d'Haussonville, comte d'Haussonville et de Antoinette Marie de Regnier de Guerchy. Ils ont cinq enfants :
- Antoinette Marie Henriette de La Guiche (22 décembre 1804 - 1er mars 1865) épouse Alexis Guignard de Saint-Priest, comte de Saint-Priest (30 avril 1805 - 27 septembre 1851), dont descendance ;
- Bernardine Clotilde Marie de La Guiche (23 octobre 1806 - 3 septembre 1873) épouse Léonard Antoine de Vallin (4 novembre 1805 - 1er octobre 1858), dont descendance ;
- Georges Charles Philibert de La Guiche (10 décembre 1808 - 6 juillet 1821), célibataire, sans enfants ;
- Philibert de La Guiche, 2e marquis de La Guiche (30 août 1815 - 9 mars 1891) épouse Mathilde Louise Henriette de Rochechouart de Mortemart (3 avril 1830 - 27 février 1924), dont descendance ;
- Charles Marie Joseph de La Guiche (12 mai 1822 - 2 juillet 1869), célibataire, sans enfants.

## Distinctions

### Décorations françaises
- Officier de la Légion d'honneur
  -  Chevalier de la Légion d'honneur
- Chevalier de l'Ordre royal et militaire de Saint-Louis

### Honneurs et titres
| Image | Armoiries |
| ----- | --- |
|       | Louis Henri Casimir († 1843), comte puis marquis de Laguiche, officier de la Légion d'honneur, chevalier de Saint-Louis. - Pair de France par ordonnance du 17 août 1815. - Marquis héréditaire, substitué au titre de comte par ordonnance du 9 décembre 1815. - Marquis-pair de France héréditaire par ordonnance du 31 août 1817, confirmé, sans institution de majorat, par lettres patentes du roi Louis XVIII du 30 avril 1822. De sinople au sautoir d'or. |